# Lycaena subunicolor
Lycaena subunicolor är en fjärilsart som beskrevs av Pionneau 1929. Lycaena subunicolor ingår i släktet Lycaena och familjen juvelvingar. Inga underarter finns listade i Catalogue of Life.